# Castiglione di Garfagnana
Castiglione di Garfagnana ist eine italienische Gemeinde mit 1705 Einwohnern (Stand 31. Dezember 2023) in der Provinz Lucca in der Toskana und ist Mitglied der Vereinigung I borghi più belli d’Italia (Die schönsten Orte Italiens).

## Geographie

Lage der Gemeinde Castiglione di Garfagnana in der Provinz Lucca

Castiglione di Garfagnana liegt etwa 35 km nördlich der Provinzhauptstadt Lucca und rund 80 km nordwestlich der Regionalhauptstadt Florenz in der Landschaft der Garfagnana im oberen Serchiotal. Es liegt in der klimatischen Einordnung italienischer Gemeinden in der Zone E, 2 784 GG. Wichtige Gewässer im Gemeindegebiet sind die Torrenti Corfino (2 von 12 km im Gemeindegebiet), Torrente di Castiglione (14 von 15 km im Gemeindegebiet) und Sillico (5 von 13 km im Gemeindegebiet), allesamt linke Nebenflüsse des Serchio.
Zu den Ortsteilen gehören die Fraktionen Boccaia, Borghetto (ca. 90 Einwohner), Campori (421 m, ca. 150 Einwohner), Casone di Profecchia (1314 m, ca. 35 Einwohner), Cerageto (837 m, ca. 150 Einwohner), Chiozza (925 m, ca. 100 Einwohner), Col d’Arciana, Filippe, Isola (611 m, ca. 30 Einwohner), Mozzanella (436 m, ca. 15 Einwohner), Pagaia, Passo Radici, Pian di Cerreto (421 m, ca. 80 Einwohner), Pozzatelle, Prunecchio (757 m, ca. 80 Einwohner), San Pellegrino in Alpe (1524 m, 3 Einwohner) und Valbona (672 m, ca. 25 Einwohner). Der Hauptort Castiglione hat ca. 500 Einwohner.
Die Nachbargemeinden sind Frassinoro (MO), Pieve Fosciana, Pievepelago (MO), Villa Collemandina und Villa Minozzo (RE).

## Geschichte

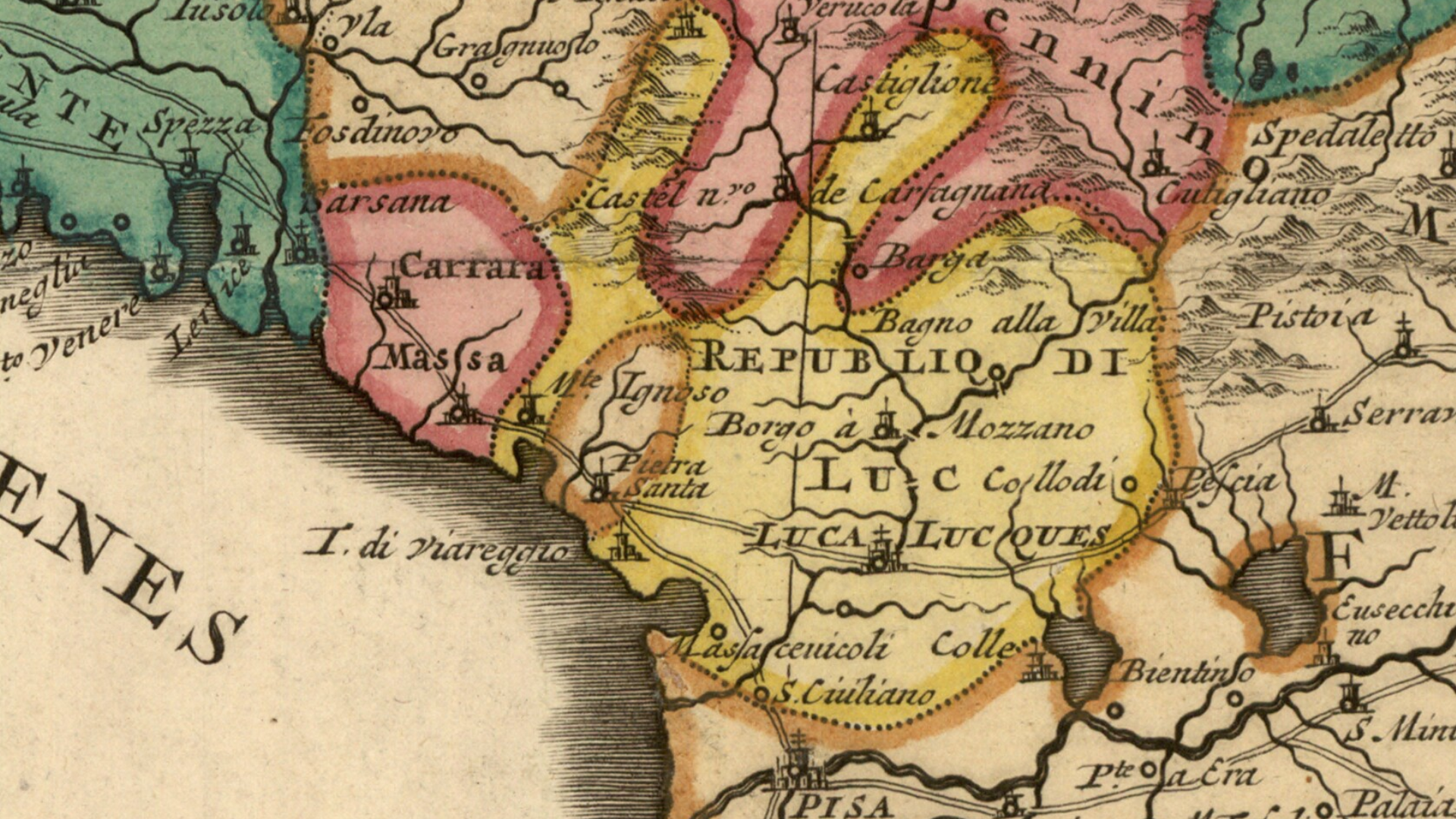
Lage von Castiglione im Norden der Republik Lucca an der Grenze zu Modena, auf einer Karte von Nicolas Sanson aus dem 17. Jahrhundert

Erstmals erwähnt wurde der Ort und die Kirche San Pietro im 8. Jahrhundert, als die Langobarden über den Ort herrschten. Zwischen 1149 und 1168 nahm der Ort mehrfach an den kriegerischen Auseinandersetzungen zwischen Lucca und Pisa teil und stand dabei auf der Seite von Pisa. Der Ort wurde 1168 nach längerer Belagerung von Lucca eingenommen und der Anführer aus Castiglione, Veltro da Corvaia, ermordet. Zwei Jahre später gab Lucca die Erlaubnis, die Burg wieder aufbauen zu dürfen. Als sich Castiglione um 1226 wieder Pisa annäherte, wurde die Burg von Lucca abermals zerstört und 1230 wieder aufgebaut. 1356 gehörte der Ort zu Pisa und wurde erfolglos von den Söhnen des Castruccio Castracani belagert. Zu Lucca gelangte der Ort 1371. Die heutige, 750 m lange und mit vier Stadttoren ausgestattete Befestigung des Ortes mit den fünf Wehrtürmen (Brunella, dell’Orologio, del Fattori, di San Michele und di San Pietro) stammt aus dieser Zeit. Von 1429 bis 1433 beherrschte Florenz den Ort, danach ging die Herrschaft wieder an Lucca zurück. Am Anfang des 17. Jahrhunderts wurde Castiglione mehrfach von den Este belagert (1602, 1603 und 1613), blieb aber bei Lucca.

## Sehenswürdigkeiten

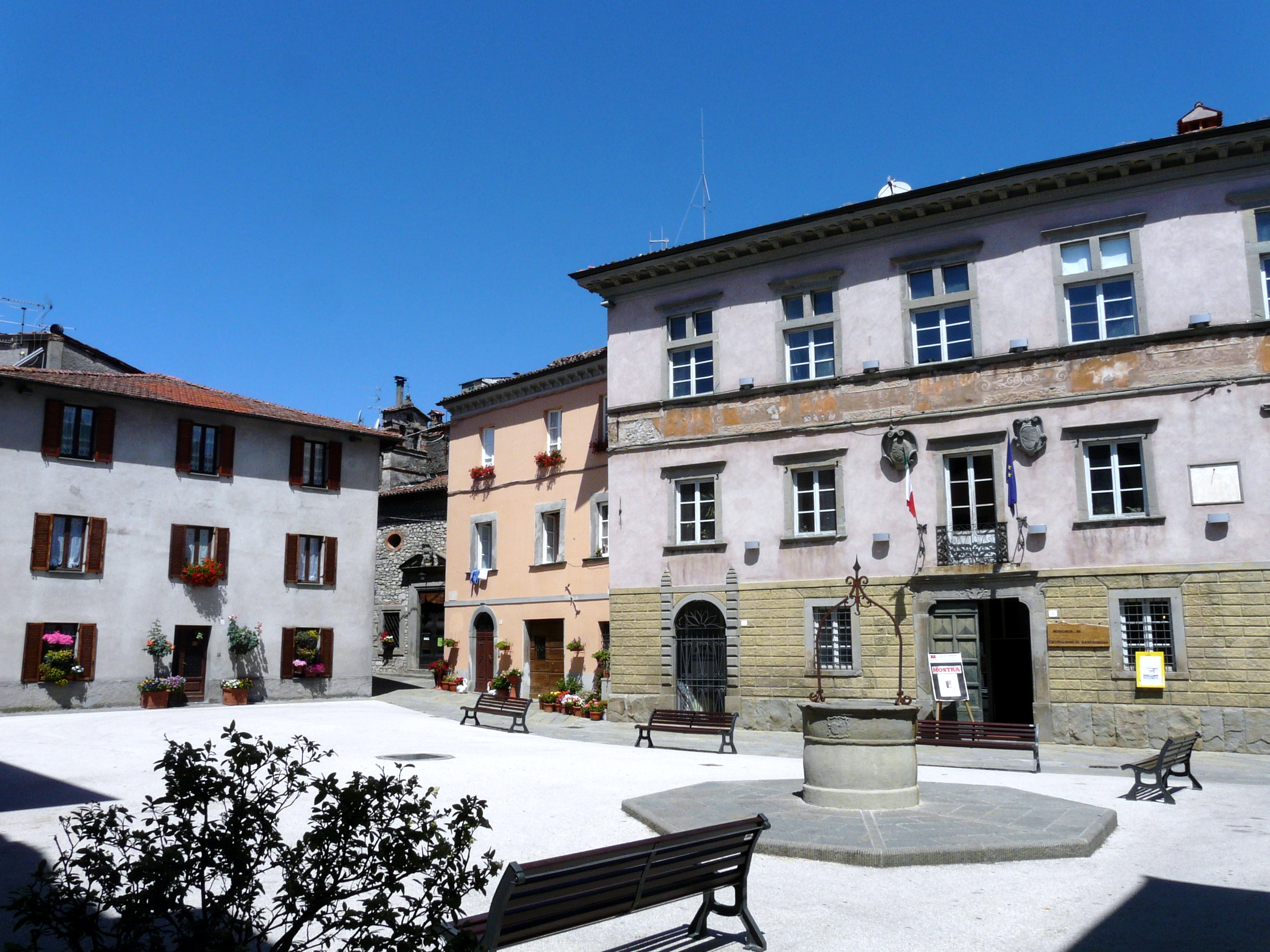
Platz mit Rathaus und Brunnen

- Rocca di Castiglione, Burg im Ortskern. Sie ist mit den drei zylindrischen Wehrtürmen del Mastio (Hauptturm), del Castellano und della Campanella ausgestattet.[7]
- Chiesa di San Pietro, Kirche im Ortskern, die bereits im 8. Jahrhundert erwähnt wurde.[6]
- Chiesa di San Michele, Kirche im Ortskern, die bereits 1168 erwähnt wurde.[8] Enthält ein Tafelbild von Giuliano di Simone da Lucca (Madonna col Bambino, auch Madonna delle Tosse genannt, 1389 datiert).[7]
- Chiesa della Corba (Santa Maria della Corba), Kirche kurz außerhalb des Ortskerns von Castiglione di Garfagnana, die erstmals 1621 erwähnt wurde und über einem älteren Oratorium erbaut wurde.[9]
- Chiesa di San Bartolomeo, Kirche im Ortsteil Chiozza, die bereits 1168 erwähnt wurde.[10]
- Chiesa di San Martino, Kirche im Ortsteil Cerageto. Wurde bereits 1168 erwähnt.[11]
- Ponte Medievale dei Molini, mittelalterliche Brücke in der Località Mulino am antiken Weg zum Ortsteil Chiozza, der durch Spinetta Malaspina am Anfang des 14. Jahrhunderts entstand.[12]

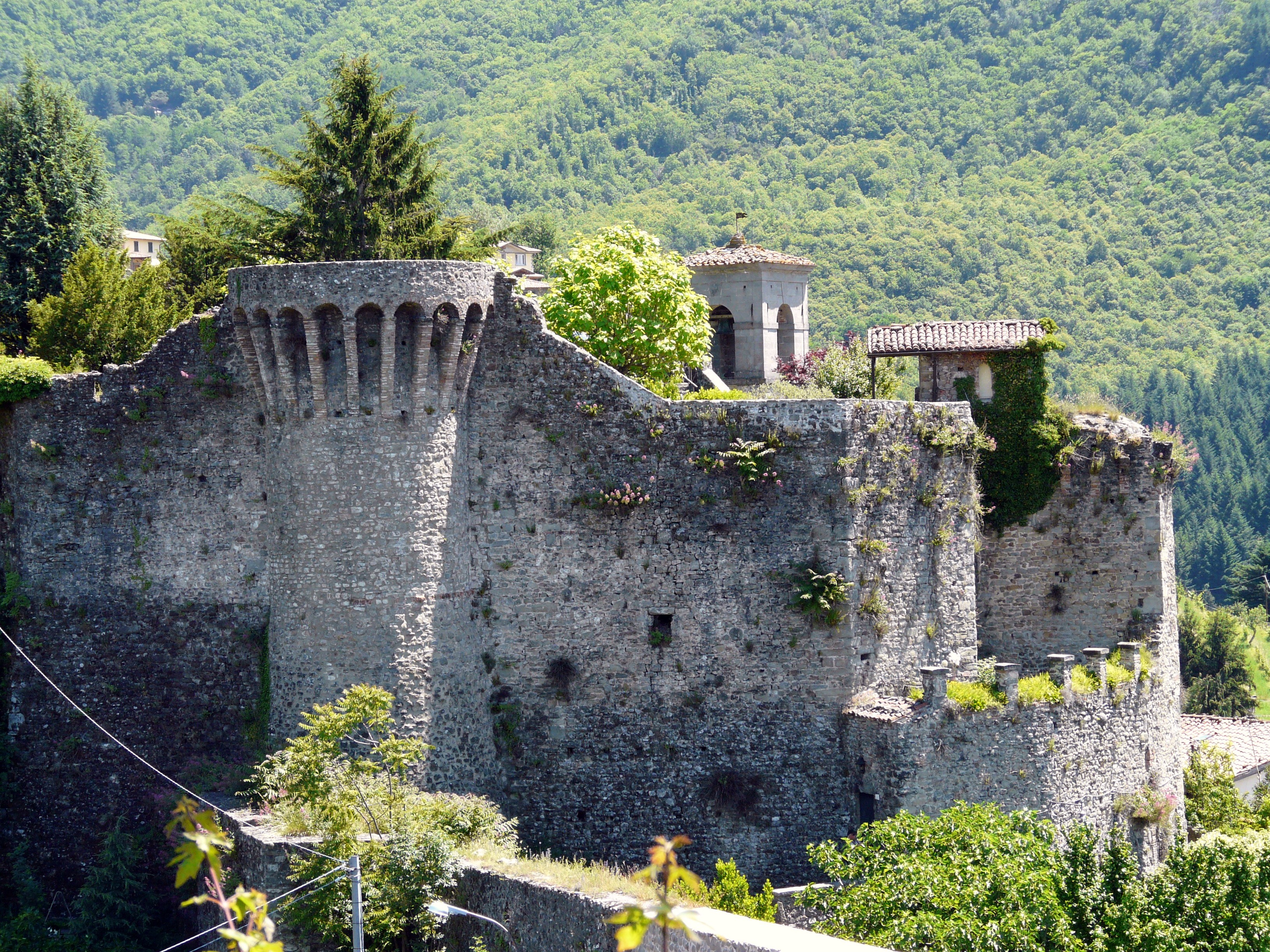
Rocca di Castiglione
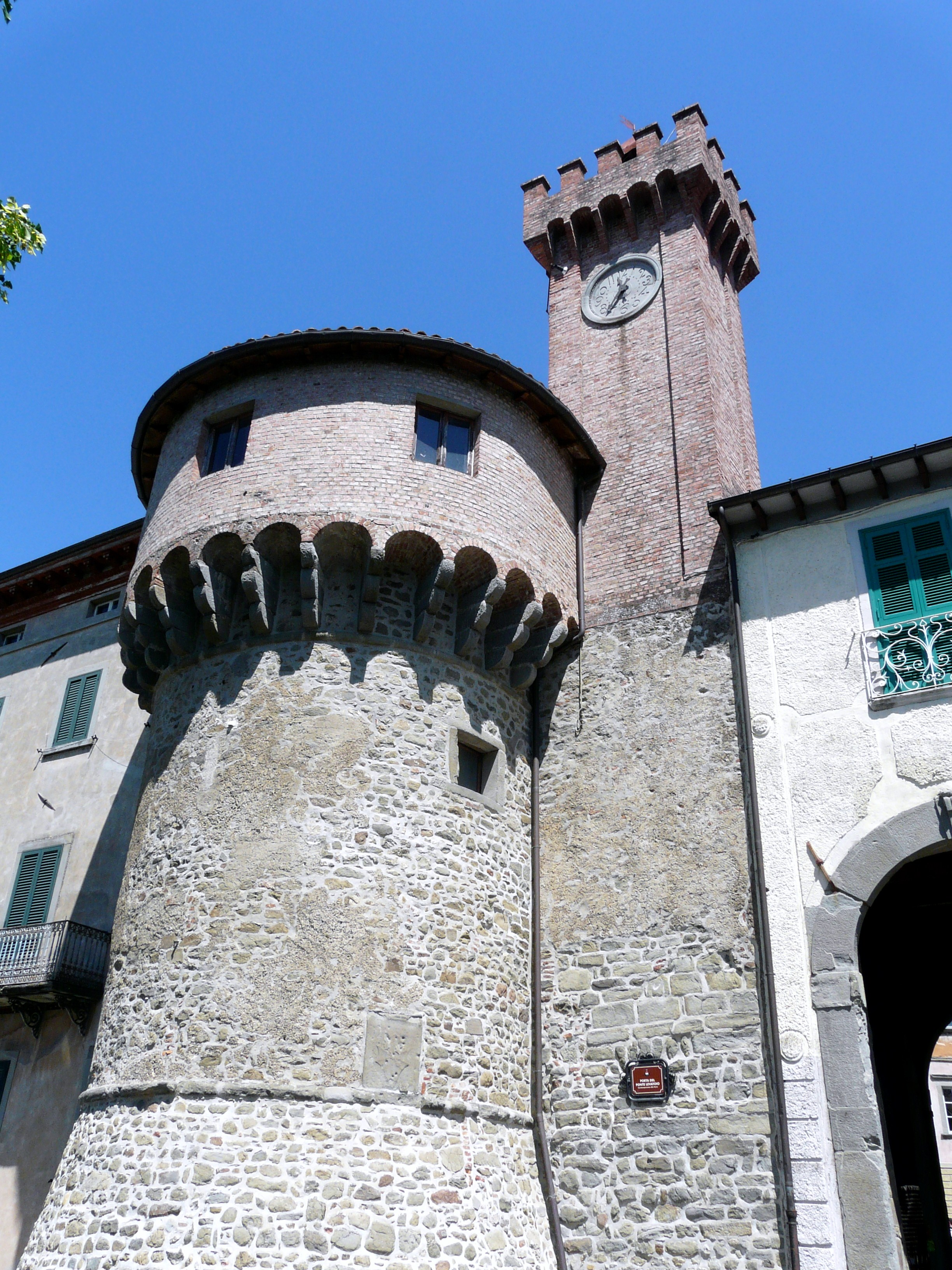
Stadtbefestigung mit Uhrturm
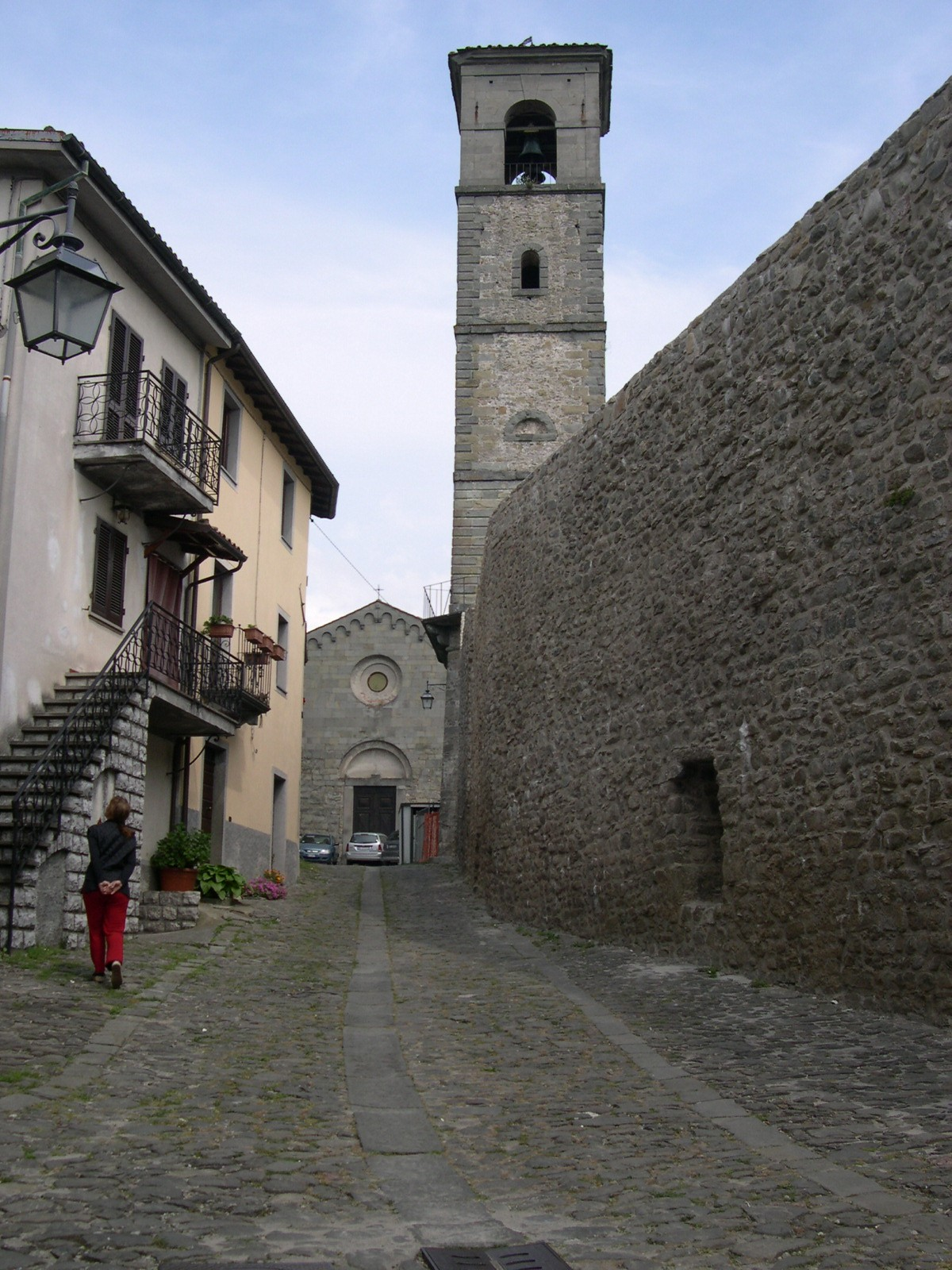
Chiesa di San Pietro
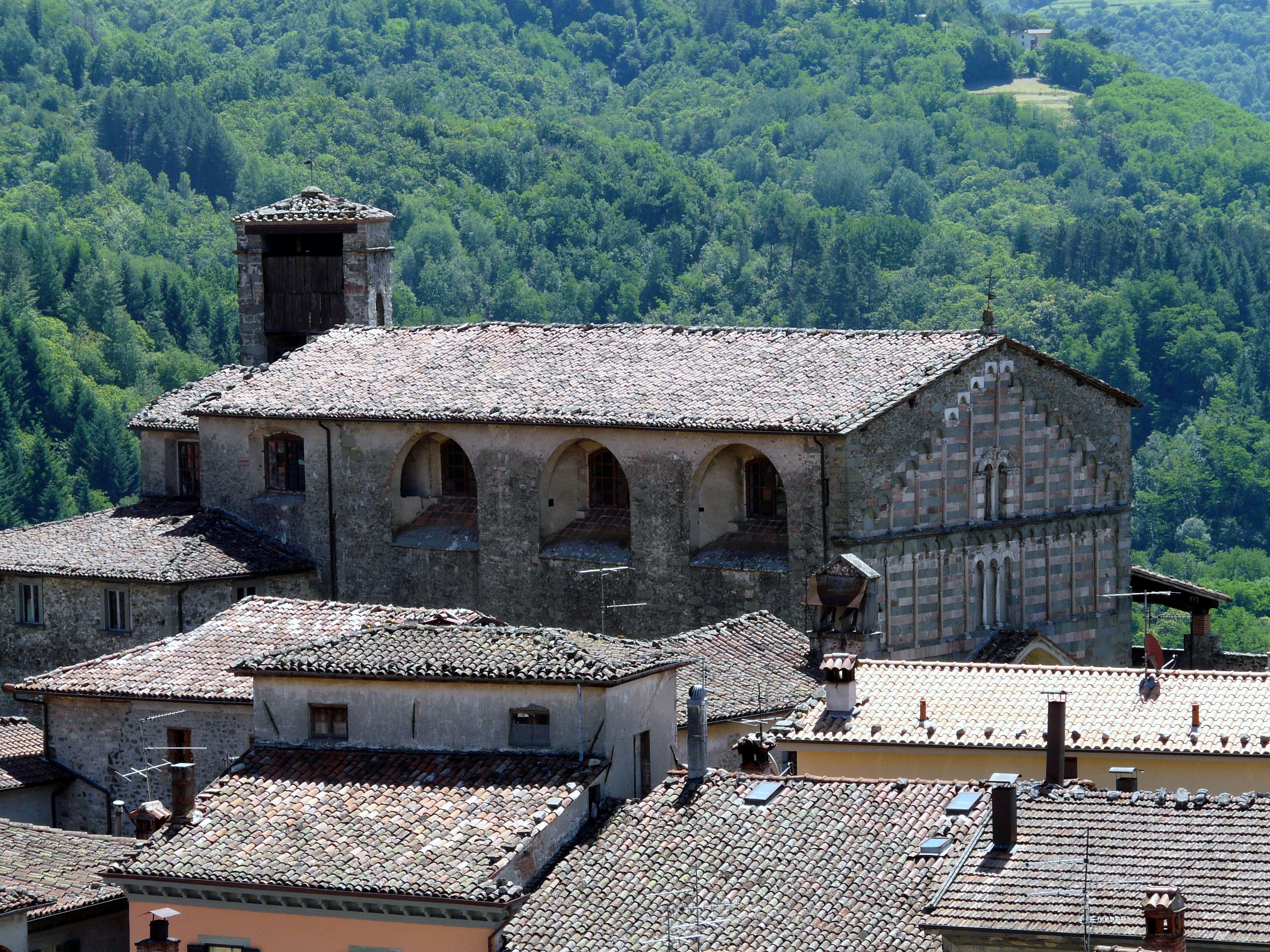
Chiesa di San Michele
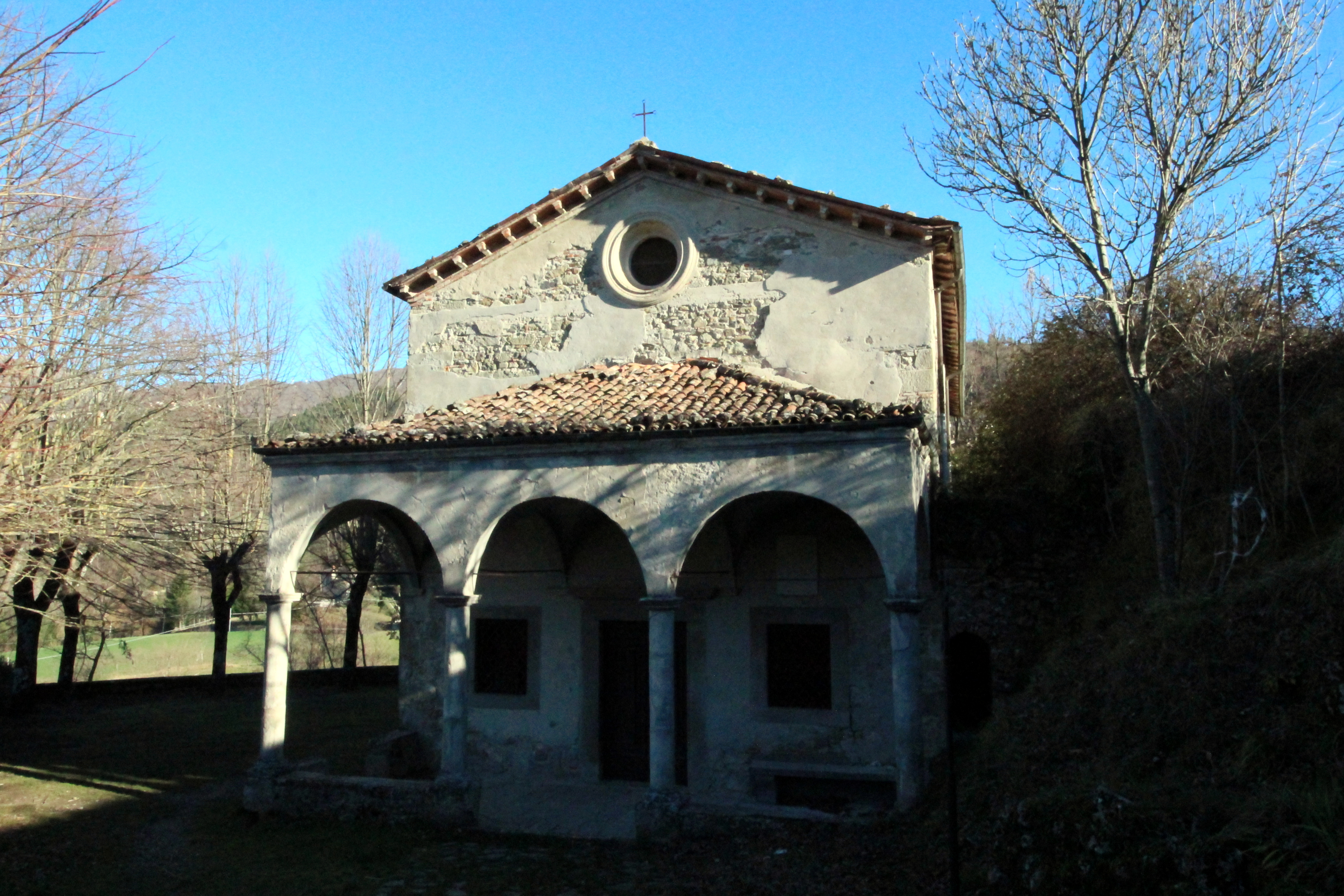
Chiesa di Santa Maria della Corba
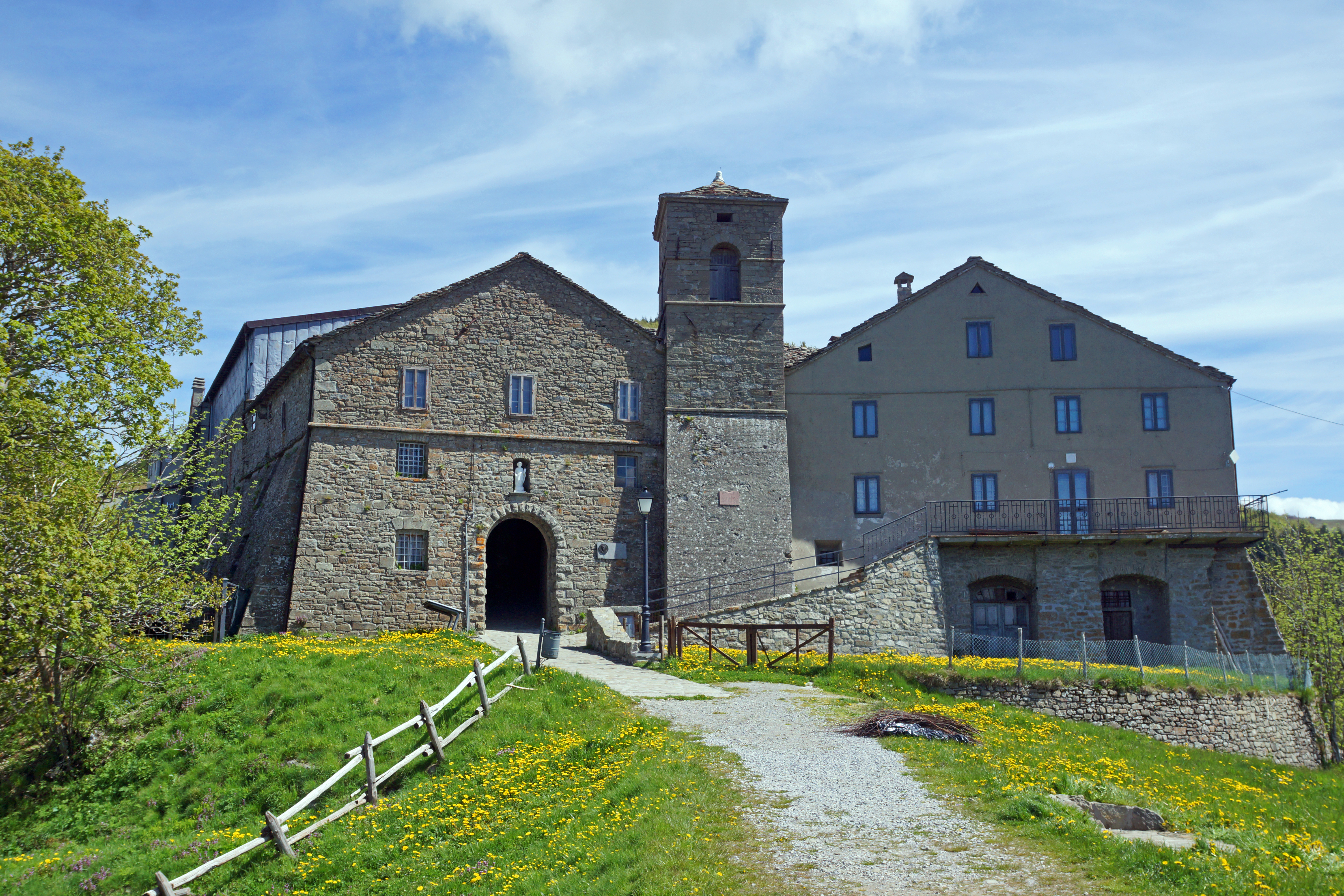
Santuario di San Pellegrino in Alpe
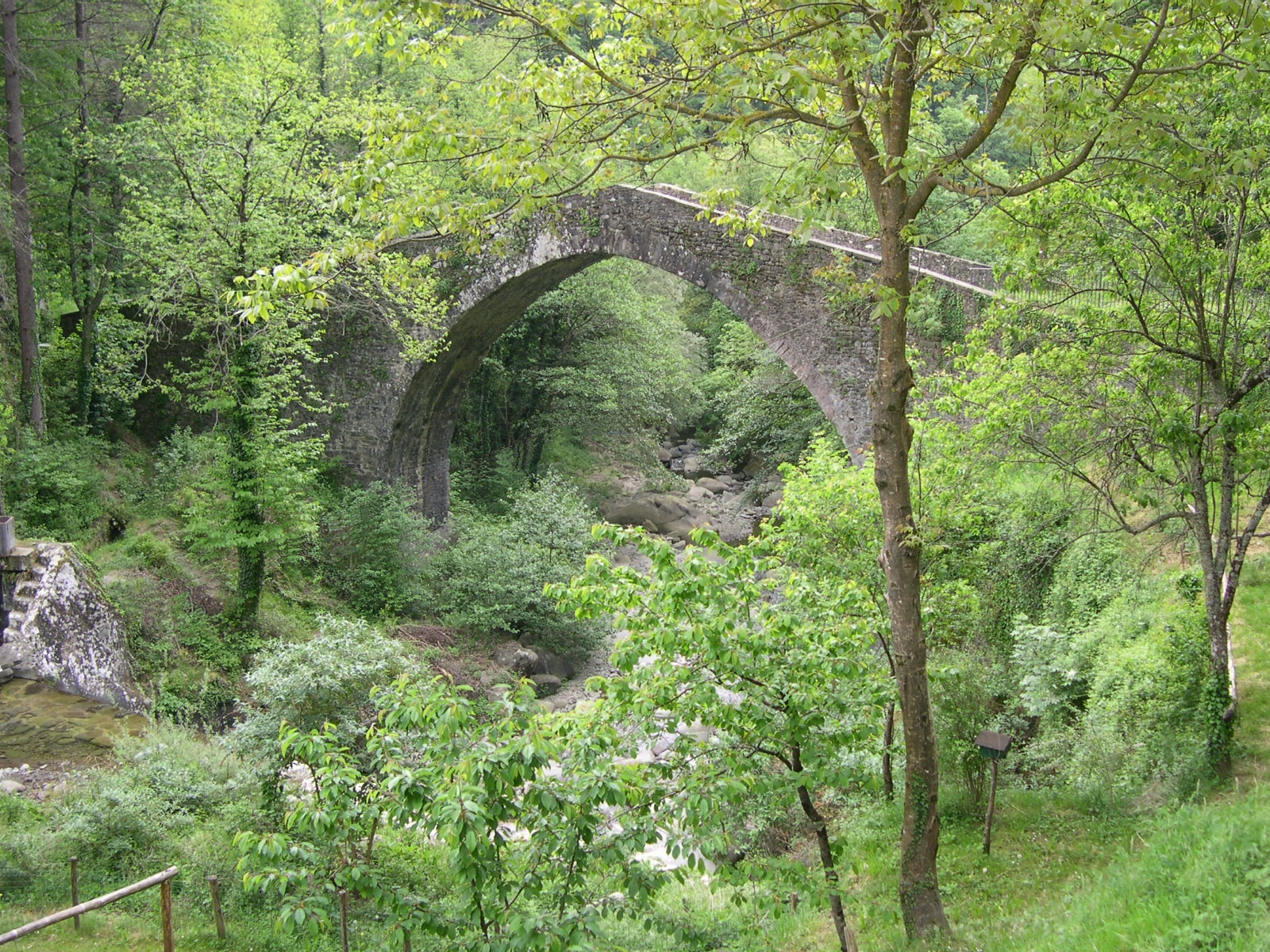
Ponte Medievale, die mittelalterliche Brücke

## Gemeindepartnerschaften
Seit 2010 hat der Ort eine Gemeindepartnerschaft mit Isola, Provence-Alpes-Côte d’Azur, Frankreich.